# 코캉
코캉(Kokang, 果敢)은 미얀마 북부에 중국계 민족이 거주하는 지역이다. 미얀마에서는 2008년 일부 지역을 코캉 자치구로 자치권을 부여했다.
산주(山州) 북부에 위치하며 서쪽으로 살윈강(Salween River)을 접하고 동쪽으로 중국 운남성(雲南省)과 국경을 접한다. 총 면적은 약 1,895제곱킬로미터(732제곱마일)이다. 수도는 라우카이(Laukkai)이다. 코캉의 대부분은 미얀마에 거주하는 한족인 코캉 중국인이 거주하고 있다.
코캉은 역사적으로 수세기 동안 중국의 일부였으며 오늘날까지도 여전히 중화민국의 영토라고 주장하고 있지만 지리적 위치 때문에 후대 정부에 의해 대부분 홀로 남겨졌다. 이 지역은 윈난성과 샨주 사이에 사실상의 완충지대를 형성했다. 원래 난징 출신의 명나라 충성파였던 양 씨족은 이 지역을 단일 정치 체제로 통합했다. 1840년 운남 태수는 양씨에게 청나라의 가신으로서의 세습권을 부여했다. 1885년 영국이 어퍼 버마를 정복한 후 코캉은 1894년 중국-영국 국경 협약에 따라 중국에 처음으로 배치되었다. 1897년 2월에 체결된 추가 협정을 통해 영국령 버마에 할양되었다.
1960년대부터 1989년까지 이 지역은 버마 공산당의 통제를 받았고, 1989년 공산당 무장대가 해체된 후 미얀마 민족민주동맹군(MNDAA)의 통제를 받는 미얀마의 특별 지역이 되었다. MNDAA와 따머도 사이의 무력 충돌로 인해 2009년 코캉 사건과 2015년 코캉 공세가 발생했다.